# 九龍巴士81K線
九龍巴士81K線是香港新界沙田區的一條日間巴士路線，來往新田圍及穗禾苑，途經秦石邨、沙角邨、沙田市中心、瀝源邨、禾輋邨、火炭等地區。

## 歷史
- 1983年8月22日：路線投入服務，初時來往博康巴士總站至沙田火車站（現稱沙田鐵路站），祇在平日繁忙時間行走。
- 1984年2月13日：路線由博康延長至新田圍巴士總站，並提升至每天全日服務。
- 1984年12月2日：配合沙田區內路線重組，路線由沙田火車站延長至穗禾苑巴士總站，取代84K（穗禾苑至圓洲角巴士總站）部份路段的服務。
- 1998年7月23日：路線增派空調巴士行走，全程收費為$4.2。
- 2001年12月23日：路線改為全空調服務，全程車費從$4.2減至$3.7。
- 2008年6月8日：全程車費從$3.7加至$3.9。
- 2011年5月15日：全程車費從$3.9加至$4.1。
- 2013年3月17日：全程車費從$4.1加至$4.3。
- 2014年7月6日：全程車費從$4.3加至$4.5。[1]。
- 2015年6月27日：增設到站時間預報。[2]
- 2018年7月3日：提早新田圍開出頭班車時間至05:30。[3]
- 2021年4月4日：全程車費從$4.5加至$4.8。[4]
- 2021年5月17日：往穗禾苑方向不再途經山尾街，取消「山尾街」站，改停火炭路「松頭下路」站。[5]
- 2022年9月1日：增設特別班次於星期一至五07:20由穗禾苑開出，繞經駿洋邨，但不經山尾街、沙田市中心。[6]
- 2025年8月4日：增設穗禾苑經大圍站往新田圍的特別班次，開出時間為星期一至五08:52及09:22。[7]

## 服務時間及班次
常規班次
| 新田圍開         | 新田圍開    | 新田圍開     | 穗禾苑開         | 穗禾苑開    | 穗禾苑開     |
| 日期             | 服務時間    | 班次（分鐘） | 日期             | 服務時間    | 班次（分鐘） |
| ---------------- | ----------- | ------------ | ---------------- | ----------- | ------------ |
| 星期一至五       | 05:30-06:00 | 15           | 星期一至五       | 05:45-06:15 | 15           |
| 星期一至五       | 06:12       | 06:12        | 星期一至五       | 06:15-06:51 | 12           |
| 星期一至五       | 06:22-06:42 | 10           | 星期一至五       | 06:51-07:15 | 8            |
| 星期一至五       | 06:42-07:03 | 7            | 星期一至五       | 07:15-08:15 | 10           |
| 星期一至五       | 07:03-07:51 | 8            | 星期一至五       | 08:15-09:51 | 12           |
| 星期一至五       | 07:51-08:48 | 9/10         | 星期一至五       | 09:51-12:21 | 15           |
| 星期一至五       | 08:48-09:48 | 12           | 星期一至五       | 12:21-15:45 | 12           |
| 星期一至五       | 09:48-11:48 | 15           | 星期一至五       | 15:45-16:05 | 10           |
| 星期一至五       | 11:48-15:00 | 12           | 星期一至五       | 16:05-17:44 | 9            |
| 星期一至五       | 15:00-18:00 | 9            | 星期一至五       | 17:44-19:00 | 9/10         |
| 星期一至五       | 18:00-18:30 | 10           | 星期一至五       | 19:00-00:45 | 15           |
| 星期一至五       | 18:30-19:30 | 12           |                  |             |              |
| 星期一至五       | 19:30-23:15 | 15           |                  |             |              |
| 星期一至五       | 23:15-00:15 | 20           |                  |             |              |
| 星期六           | 05:30-06:00 | 15           | 星期六           | 05:45-07:00 | 15           |
| 星期六           | 06:00-08:24 | 12           | 星期六           | 07:00-16:00 | 12           |
| 星期六           | 08:24-09:24 | 10           | 星期六           | 16:00-18:00 | 10           |
| 星期六           | 09:24-15:00 | 12           | 星期六           | 18:00-18:45 | 9            |
| 星期六           | 15:00-18:00 | 10           | 星期六           | 18:45-19:15 | 10           |
| 星期六           | 18:00-19:00 | 12           | 星期六           | 19:15-00:45 | 15           |
| 星期六           | 19:00-23:15 | 15           |                  |             |              |
| 星期六           | 23:15-00:15 | 20           |                  |             |              |
| 星期日及公眾假期 | 05:30-06:30 | 20           | 星期日及公眾假期 | 05:45-06:45 | 20           |
| 星期日及公眾假期 | 06:30-12:00 | 15           | 星期日及公眾假期 | 06:45-13:45 | 15           |
| 星期日及公眾假期 | 12:00-18:00 | 12           | 星期日及公眾假期 | 13:45-19:45 | 12           |
| 星期日及公眾假期 | 18:00-22:15 | 15           | 星期日及公眾假期 | 19:45-22:45 | 15           |
| 星期日及公眾假期 | 22:15-00:15 | 20           | 星期日及公眾假期 | 22:45-00:45 | 20           |

特別班次
穗禾苑 → 新田圍，經大圍站
- 星期一至五：08:52、09:22

穗禾苑 → 新田圍，經駿洋邨，但不經山尾街、沙田市中心
- 星期一至五上課日：07:05、07:20

星期六、日及公眾假期不設服務

## 收費
全程：$5.2
| - 本線設有12歲以下小童及65歲或以上長者半價優惠。 - 65歲或以上香港居民使用「樂悠咭」，以及12歲以下合資格殘疾兒童使用「殘疾人士身份」個人八達通繳付車資，均可享有每程$2.0或半價（以較低者為準）的票價優惠；12至64歲合資格殘疾人士使用「殘疾人士身份」個人八達通（包括「樂悠咭」），以及60至64歲香港居民使用「樂悠咭」繳付車資，均可享有每程$2.0或全費（以較低者為準）的票價優惠。 - 65歲或以上長者如使用長者或一般個人八達通繳付車資，則只可享有半價優惠；12至64歲合資格殘疾人士如不使用「殘疾人士身份」個人八達通，以及60至64歲人士如不使用「樂悠咭」繳付車資，必須繳付全費。 - 乘客可以現金或八達通於上車時付款，不設找續。 - 每位成人乘客可免費攜帶最多兩名4歲以下而不佔座位的兒童乘客乘車，超額之4歲以下小童必須繳付小童車費乘車。 - 持有「九巴月票」之乘客在車票有效期內，每日可享最多10程任何九龍巴士及龍運巴士路線（包括本路線，以及聯營路線的九龍巴士／龍運巴士提供的班次；惟乘搭機場「A」及「NA」線則可享原價二七折優惠（不會計算每天10次合資格車程））；而B1線則每日可享最多各2程（不會計算每天10次合資格車程）。 - 九龍巴士、城巴、龍運巴士及陽光巴士全職員工及家屬（不包括外判職員）可免費乘搭本路線，惟必須拍職員或職員家屬八達通。 - 乘客亦可透過多元化電子支付系統（e度嘟）繳付車資，包括使用非接觸式VISA卡、JCB卡、萬事達卡、銀聯卡、美國運通、大來國際、Discover Card、Apple Pay、Google Pay、Samsung Pay、AlipayHK「易乘碼」、支付寶、WeChatHK／微信支付「搭車碼」、銀聯雲閃付「乘車碼」及BOC Pay「乘車碼」。乘客使用此付款方式，使用此支付方式的乘客可享有中途下車之分段收費，以及與其他九巴／龍運獨營路線或聯營線九巴／龍運班次之轉乘優惠，惟不適用於與非九巴／龍運路線之轉乘優惠，亦不能享有「公共交通費用補貼計劃」及「長者及合資格殘疾人士公共交通票價優惠計劃」。 |

### 八達通轉乘優惠
乘客登上本線後150分鐘內以同一張八達通卡轉乘以下路線，或從以下路線登車後150分鐘內以同一張八達通卡轉乘本線，次程可獲$4.2折扣優惠：
81K←→荃葵青路線
- 81K任何方向 → 47X/47A、48X/48P、49X/49P或249X往荃灣／青衣／葵青
- 47X/47P、48X/48P、49X或249X往沙田 → 81K任何方向

81K←→九龍市區路線
- 81K任何方向 → 81、81C/281B、85、86、88或89往九龍
- 81、81X、81C、85、86、88或89往沙田 → 81K任何方向

81K←→288、299X
- 81K任何方向 → 288往水泉澳或299X往西貢
- 288或299X往沙田 → 81K任何方向

## 使用車輛
九十年代以利蘭奧林比安10.3米兩軸巴士（BL）為主，1990年代末至千禧年代初使用9.9米空調丹尼士巨龍空調（ADS）。
受制於穗禾苑內狹窄的車輛通道，過去本線一般不會使用11米或以上的巴士。隨著九巴旗下部份10.6米低地台雙層巴士於2017年第四季開始陸續退役，於同年12月起較常有12米巴士在車務調動時被抽調作換入車輛支援本線，而換入之12米車輛亦行畢本線全程往返穗禾苑。
逢星期一至五，本線編定部份車輛在日間調往280X線行走，而280X線部份車輛則編定調往本線行走。
現時本線用車為11輛亞歷山大丹尼士Enviro 500 MMC (11輛12米ATENU）雙層低地台巴士，均屬沙田車廠。
| 車隊編號 | 車牌   |
| -------- | ------ |
| ATENU213 | SK7938 |
| ATENU291 | ST4518 |
| ATENU292 | ST4791 |
| ATENU302 | SU2632 |
| ATENU303 | SU3428 |
| ATENU305 | SU3519 |
| ATENU307 | SU6840 |
| ATENU317 | SW4808 |
| ATENU320 | SW6319 |
| ATENU650 | TN8715 |
| ATENU651 | TN9417 |

## 行車路線
新田圍開經：新田圍邨通道、沙田頭路、車公廟路、大涌橋路、沙角街、乙明邨街、沙角街、沙田圍路、沙田鄉事會路、沙田市中心巴士總站、沙田正街、橫壆街、源禾路、火炭路、穗禾路及穗禾苑通道。
穗禾苑開經：穗禾苑通道、穗禾路、黃竹洋街、桂地街、駿洋邨公共運輸交匯處、桂地街、山尾街、火炭（山尾街）公共運輸交匯處、山尾街、火炭路、源禾路、沙田鄉事會路、沙田市中心巴士總站、沙田正街、橫壆街、源禾路、沙田鄉事會路、沙田圍路、沙角街、大涌橋路、車公廟路、沙田頭路及新田圍邨通道。
特別班次不經斜體字的街道，改經有粗體字的街道。

### 沿線車站

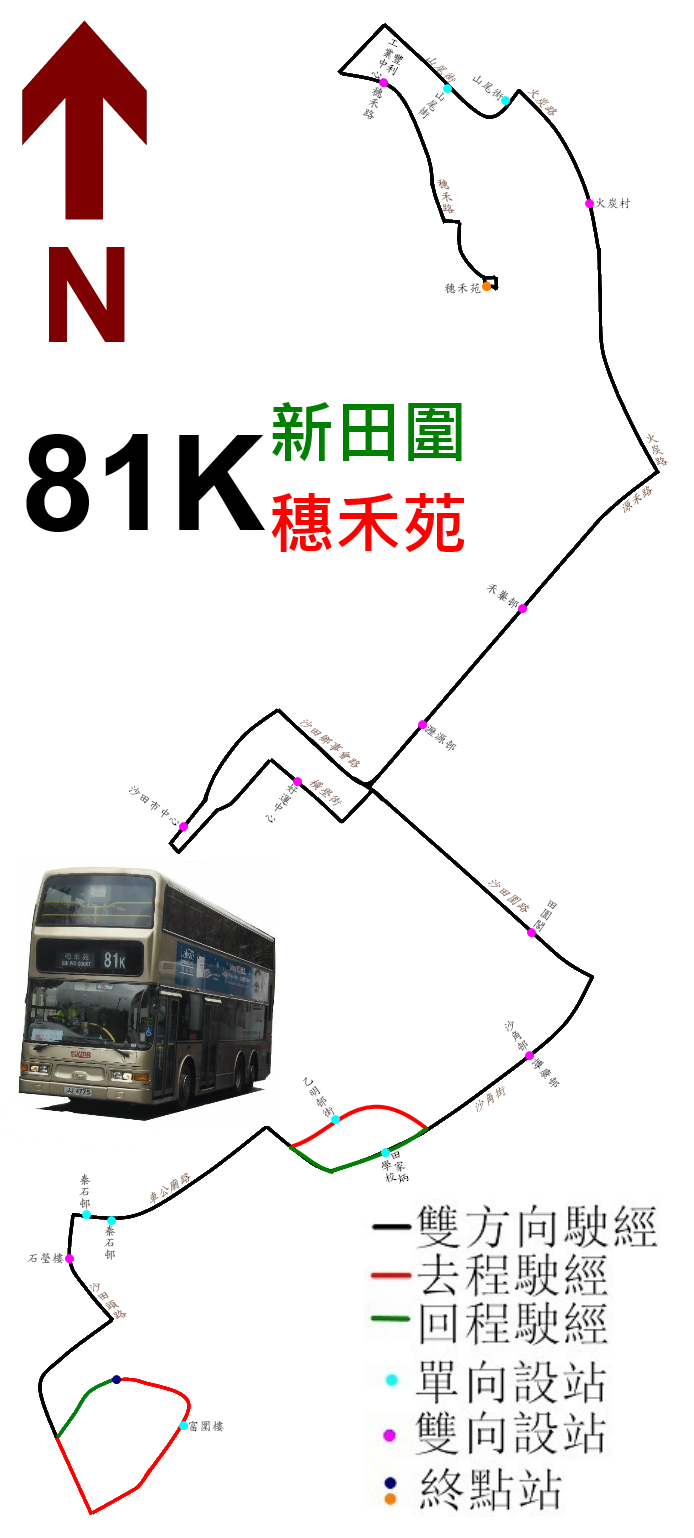
本線的走線圖

| 新田圍開 | 新田圍開       | 新田圍開           | 穗禾苑開 | 穗禾苑開       | 穗禾苑開                     |
| 序號     | 車站名稱       | 位置               | 序號     | 車站名稱       | 位置                         |
| -------- | -------------- | ------------------ | -------- | -------------- | ---------------------------- |
| 1        | 新田圍巴士總站 | 新田圍巴士總站     | 1        | 穗禾苑巴士總站 | 穗禾苑巴士總站               |
| 2        | 新田圍邨富圍樓 | 沙田頭路           | 2        | 穗禾路         | 穗禾路                       |
| 3        | 秦石邨石瑩樓   | 沙田頭路           | 3*       | 火炭（山尾街） | 火炭（山尾街）公共運輸交匯處 |
| 4        | 秦石邨         | 車公廟路           | #        | 駿洋邨         | 駿洋邨公共運輸交匯處         |
| 5        | 乙明邨街       | 乙明邨街           | #        | 麵房街         | 火炭路                       |
| 6        | 沙角邨         | 沙角街             | 4        | 火炭村         | 火炭路                       |
| 7        | 田園閣         | 沙田圍路           | 5        | 禾輋邨         | 源禾路                       |
| 8        | 沙田市中心     | 沙田市中心巴士總站 | 6        | 瀝源邨         | 源禾路                       |
| 9        | 好運中心       | 橫壆街             | 7*       | 沙田市中心     | 沙田市中心巴士總站           |
| 10       | 瀝源邨         | 源禾路             | 8*       | 好運中心       | 橫壆街                       |
| 11       | 禾輋邨         | 源禾路             | 9        | 田園閣         | 沙田圍路                     |
| 12       | 火炭村         | 火炭路             | 10       | 博康邨         | 沙角街                       |
| 13       | 松頭下路       | 火炭路             | 11       | 田家炳學校     | 沙角街                       |
| 14       | 豐利工業中心   | 穗禾路             | 12       | 秦石邨         | 車公廟路                     |
| 15       | 穗禾苑巴士總站 | 穗禾苑巴士總站     | 13       | 秦石邨石瑩樓   | 沙田頭路                     |
|          |                |                    | 14       | 新田圍巴士總站 | 新田圍巴士總站               |

特別班次不經不停靠有 * 號之車站，改停靠有 # 號之車站。

## 使用狀況
此路線途經沙田區多條主要屋邨，因此客量十分高，當中又以往來沙田市中心和轉乘其他路線往九龍市區的穗禾苑居民，以及沿途學生乘客為主，在平日上、下午繁忙時間經常頂閘。